# Паасилинна, Рейно
Рейно Паасилинна (фин. Reino Paasilinna; 5 декабря 1939, Печенга — 21 июля 2022, Хельсинки) — финский журналист, политик, дипломат, депутат Европарламента (1996—2009). Доктор социальных наук (1995).

## Биография
Сын полицейского. Брат писателей Эрно, Арто и Маури Паасилинна. Родился на борту корабля «Аунус» в Северном Ледовитом океане, когда семье пришлось бежать из Печенги в Норвегию, в ходе Зимней войны.
До 1961 года работал в различных отраслях, затем занялся журналистикой на телевидении. С 1974 по 1983 год — пресс-секретарь и советник посольств Финляндии сначала в Москве, затем в Вашингтоне.
В 1983—1989 годах избирался депутатом национального парламента Эдускунта от Социал-демократической партии Финляндии. После ухода из парламента с 1990 по 1994 год был генеральным директором и президентом финской государственной радио- и телекомпании Юлейсрадио. В 1992—1994 годах работал президентом правления Euronews и вице-президентом Европейского вещательного союза.
С 1995 по 1996 год снова был депутатом национального парламента, представляя его в Парламентской ассамблее Совета Европы. В 1998—1999 годах — советник г. Хельсинки.
В 1996 году был избран депутатом Европарламента, переизбирался на выборах в 1999 и 2004 годах. Заседал в группе Партии европейских социалистов. Член Комитета по промышленности, исследованиям и энергетике, несколько лет был заместителем председателя Делегации в Комитете парламентского сотрудничества ЕС-Россия.

## Награды
- Командор Ордена Льва Финляндии (1995).
- Орден Дружбы (27 июля 2009 года, Россия) — за большой вклад в развитие межпарламентского сотрудничества Российской Федерации и Европейского союза[5].